# 川口村 (熊本県)
川口村（かわぐちむら）は、熊本県の北部に位置していた村。

## 地理
- 河川：緑川、天明新川

## 歴史
- 1874年（明治7年） - 方丈村、八町村、五町村、弐町村、弐拾町村、惟重村が合併し成立
- 1889年（明治22年）4月1日 - 町村制施行により一村単独村政。
- 1927年（昭和2年）9月13日 - 有明海台風による高潮が発生。沖新地がほぼ全滅状態に陥る。死者多数[1]。
- 1956年（昭和31年）9月30日 - 中緑村、奥古閑村、内田村、銭塘村、海路口村と新設合併し、天明村発足。

## 学校
- 川口村立川口小学校